# Diego Monaldi
Diego Monaldi (Aprilia, 3 aprile 1993) è un cestista italiano.

## Carriera

### Giovanili
Cresciuto nella Virtus Aprilia per poi essere scoperto e voluto nella Virtus Roma da Massimiliano Briscese per cui giocherà due anni (2005-2007); già dal primo anno 2005-2006 parteciperà alle finali nazionali U-14 di Bormio con l'annata 1992.
Nell'anno 2006-2007, guida la Virtus Roma U-14 alla vittoria del prestigioso Trofeo Zanatta (30 dicembre 2006) con una prestazione da 37 punti personali chiudendo il torneo con una media complessiva di 27.40 punti.
Dopo qualche mese disputerà le finali nazionali U-16 a Montecatini con l'annata 1991 e verrà premiato come miglior giovane del torneo.
Successivamente parteciperà alle finali nazionali U-14 di Bormio ottenendo il premio MVP della manifestazione e l'ulteriore soddisfazione dell'inserimento nel quintetto ideale.
Dalla stagione 2007-08 al 2011 ha giocato nelle giovanili della Mens Sana Basket, vincendo lo scudetto Under-15, compiendo numeri da record guadagnandosi il titolo di capocannoniere(media 30,17) oltre a risultare primo anche nella valutazione globale (media 27), il tutto condito con la premiazione del trofeo MVP dalle mani del coach della nazionale Carlo Recalcati.
In seguito, nell'estate del 2008, farà parte dell'Italia under 16 guidata da Gaetano Gebbia, che disputerà il rinomato Torneo dell'Amicizia organizzato in Spagna, facendo così l'esordio il 18 luglio 2008 a Guadalajara contro la Spagna realizzando 13 punti. L'anno successivo, sempre con la Nazionale italiana U-16 ha disputato il Campionato Europeo U-16 in Lituania a Kaunas investendo anche il ruolo di Capitano risultando miglior giocatore e realizzatore (17 pts. media gara) della squadra guidata da Antonio Bocchino.
Il 25 settembre 2009 ha esordito con la Mens Sana Siena, guidata da Simone Pianigiani, in un'amichevole contro l'Efes Pilsen Istanbul al Mandela Forum di Firenze.
Nell'anno 2009-10 partecipa,con la Mens Sana Basket Siena, al prestigioso torneo internazionale di Roma valido per lo Junior Tournament dell’Euroleague; dove vinse il premio per il miglior playmaker e fu inserito nel miglior quintetto del torneo.
Nello stesso anno 2009-10 partecipa alle Finali Nazionali U-19 a Bologna, giocando due anni sotto età rispetto l'annata 1991, con cui raggiunge la finale da protagonista, mettendo a referto 17 punti personali contro la Virtus Bologna che si aggiudicherà il Titolo Nazionale. Qualche settimana dopo, vincerà il secondo Titolo Nazionale, scudetto Under-17 conteso a Vasto e viene inserito nel quintetto ideale della manifestazione.
 
Nell'estate dello stesso anno viene convocato nell'Italia under 18, guidata da Antonio Bocchino con l'annata 1992 per disputare il Campionato Europeo U-18 svoltosi in Lituania a Vilnius.
Nell'estate 2011, dopo aver partecipato ai consueti campionati giovanili, viene convocato nell'Italia under 18 della sua categoria guidata da Stefano Bizzozi, per prendere parte al Campionato Europeo U-18 in Polonia a Breslavia sfiorando la medaglia di bronzo, classificandosi al quarto posto..

### Club
Nell'annata sportiva 2009/2010, all'età di soli 16 anni e parallelamente all'attività giovanile, disputa la sua prima esperienza nel basket senior con il CUS Siena, in prestito.
Nel corso degli ultimi anni trascorsi alla Mens Sana Siena disputa alcune partite in Serie A e avrà modo di celebrare la vittoria di diverse competizioni come Campionato Italiano, Coppa Italia e Supercoppa italiana.
Nell'anno 2011-2012, prima del trasferimento in prestito alla Pallacanestro Firenze in DNA 2011-2012, partecipa con l'Italia under 18, al primo Mondiale 3x3 (3 contro 3) a Rimini, conquistando la medaglia di Bronzo in finale contro l'Estonia.
Durante la stagione sportiva 2011-2012 trascorsa a Firenze, a causa di alcuni infortuni riguardanti dei giocatori della Mens Sana Basket, viene convocato per la partita di Euroleague Basketball contro il Galatasaray Spor Kulübü Basketbol in Turchia.
Terminata la stagione con la Pallacanestro Firenze, si trasferisce in prestito alla Junior Casale in Legadue 2012-13.
Nell'estate del 2013 partecipa con l'Italia under 20 al Campionato Europeo U-20 di Tallinn in Estonia, guidata da Stefano Sacripanti, vincendo la medaglia d'oro e laureandosi Campione d'Europa.
La stagione 2013-14 viene ingaggiato dal CUS Bari Pallacanestro e nel dicembre 2013 si trasferisce, sempre in prestito, alla Viola Reggio Calabria, per giocare in Divisione Nazionale A Silver.
Il 7 luglio 2014 passa alla Proger Chieti e al termine della stagione 2014-2015 verrà premiato come miglior giovane dell'andata in serie A2 Silver. Nell'estate 2015 arriva la chiamata della Nazionale Sperimentale italiana di Attilio Caja per disputare la tournée in Cina e giocare contro la padrona di casa, Irlanda e Russia.
Nell'anno 2015-16 trascorre un altro anno con la Proger Chieti in Serie A2 e chiuderà la stagione raggiungendo la media di 32,2 minuti di impiego medio e 12,5 punti, 3,1 assist e 2,9 rimbalzi; nella sua migliore prestazione, metterà a referto 30 punti personali, segnando anche il canestro della vittoria allo scadere, che ha permesso la permanenza matematica in Serie A2 della Proger Chieti con tre giornate di anticipo.
Dopo aver trascorso due anni alla Proger Chieti, Il 21 giugno 2016 viene ufficializzata la sua firma con la Dinamo Sassari approdando nuovamente in Serie A. 
Il 15 ottobre 2016 esordirà con i colori della Dinamo Sassari in Serie 
A contro Basket Brescia Leonessa, sotto la guida di Federico Pasquini. Il 18 ottobre 2016 esordisce contro Basket Zielona Góra, nella prima partita del girone della coppa europea Basketball Champions League. 
Nonostante il contratto triennale, lascia i sardi al termine della prima stagione.
Il 25 giugno 2017 viene ufficializzato Il suo trasferimento alla V.L.Pesaro, per poi essere confermato anche l'anno successivo. Nelle due annate a Pesaro rimane in campo rispettivamente 18,2 e 18,3 minuti a partita, in entrambe le stagioni contribuendo alla permanenza della VL in serie A, mettendo a disposizione della squadra le sue doti di leadership e playmaking.
Il 9 luglio 2019 la GeVi Napoli ufficializza il suo ingaggio per la stagione 2019-20 come playmaker titolare ritrovando Stefano Sacripanti con cui vinse a Tallinn il Campionato Europeo U-20.
Nella stagione 2020-2021 guiderà da capitano la GeVi Napoli alla vittoria della Coppa Italia LNP e del Campionato Italiano Dilettanti. La stessa estate rescinde il contratto con i partenopei per firmare un contratto biennale con Scafati Basket.
Con la stessa Scafati Basket, vince per il secondo anno consecutivo, il Campionato Italiano Dilettanti e viene premiato MVP della Finale Play-off.  
Dopo la prima parte di stagione in Serie A con Scafati Basket, viene ingaggiato dall’ Amici Pall. Udinese come playmaker titolare. 
Scaduto il contratto con Amici Pall. Udinese, la Real Sebastiani Rieti senza perdere tempo su tutte le concorrenti, piazza il colpo di mercato, riuscendo ad aggiudicarsi Diego in cabina di regia.
Rieti sarà la piazza in cui ritroverà la grande intesa con coach Alessandro Rossi, entrambi protagonisti della promozione in Serie A nella stagione 2021/2022 con Scafati Basket.
A seguito di un'ottima stagione con la Real Sebastiani Rieti,  sigla un accordo biennale con la Scaligera Basket Verona. 

### Nazionale
La prima convocazione in Nazionale avviene nell'estate del 2008 prendendo parte al rinomato Torneo dell'Amicizia organizzato in Spagna con l'Italia under 16 guidata da Gaetano Gebbia, facendo così l'esordio il 18 luglio 2008 a Guadalajara contro la Spagna realizzando 13 punti. L'anno successivo con l'Italia under 16 ha disputato il Campionato Europeo U-16 in Lituania a Kaunas investendo anche il ruolo di Capitano risultando miglior giocatore e realizzatore (17 pts. media gara) della squadra guidata da Antonio Bocchino.
Nell'estate 2010 viene convocato nell'Italia under 18 con l'annata 1992 per disputare il Campionato Europeo U-18 svoltosi in Lituania a Vilnius.
Nell'anno 2011, dopo aver partecipato ai consueti campionati giovanili, viene convocato con la Nazionale Under-18, guidata da Stefano Bizzozi, per prendere parte al Campionato Europeo U-18 in Polonia a Breslavia sfiorando la medaglia di bronzo, classificandosi al quarto posto.
Nell'anno 2011-2012, prima del trasferimento in prestito alla Pallacanestro Firenze in DNA 2011-2012, partecipa con l'Italia under 18, al primo Mondiale 3x3 (3 contro 3) a Rimini, conquistando la medaglia di Bronzo in finale contro l'Estonia.
Nell'estate del 2013 partecipa con l'Italia under 20 al Campionato Europeo U-20 di Tallinn in Estonia,guidata da Stefano Sacripanti, vincendo la medaglia d'oro e laureandosi Campione d'Europa.
Monaldi ha esordito in quella competizione, il 9 luglio 2013, nella vittoria contro la Francia under 20.
Nell'estate 2015 arriva la chiamata della Nazionale sperimentale, guidata da Attilio Caja, per disputare la tournée in Cina e giocare contro la padrona di casa, Irlanda e Russia.

### Caratteristiche tecniche
Diego è la classica combo guard (capace di giocare playmaker e guardia tiratrice) in grado sia di attaccare il canestro che di costruire il gioco e mettere i compagni in condizione di segnare. 

Ha giocato spesso a fianco di playmaker e guardie americani e le sue caratteristiche fisiche e tecniche gli permettono di portare equilibrio in un back court prettamente offensivo, o di essere lui stesso all’occorrenza la prima opzione in attacco (lo dimostrano le sue statistiche nell’ultima stagione in A2 a Chieti ed in particolare i 30 punti realizzati, compreso il tiro della vittoria, nella partita decisiva di quella stagione, che ha sancito la permanenza matematica di Chieti in A2).

Velocità, trattamento di palla e visione di gioco sono i punti focali del suo gioco, gli permettono di essere particolarmente pericoloso in transizione creandosi spazi per arresti e tiro da 3, long 2, e penetrazioni, che si risolvono sia in canestri che in assist per i compagni liberi quando l’area è congestionata.

## Palmarès

### Club
- Campionato italiano: 1

Mens Sana Siena: 2010-2011
- Supercoppa italiana: 1

Mens Sana Siena: 2011
- Coppa Italia: 1

Mens Sana Siena: 2011
- Coppa Italia LNP: 1

GeVi Napoli: 2021
- Campionato italiano dilettanti: 2

GeVi Napoli: 2020-2021
Scafati Basket: 2021-2022

### Individuale
- MVP Finali Play-off Campionato Italiano Dilettanti: 1

Scafati Basket: 2021-2022
- Oscar GIBA Miglior Giocatore Serie A2: 1

Scafati Basket: 2021-2022

### Nazionale
- FIBA Coppa del Mondo Under-18 3x3:

 Rimini 2011
- Europei Under-20:

 Estonia 2013

### Titoli giovanili
- Campionato italiano Under 15:
Mens Sana Siena: 2007-2008
- Campionato italiano Under 17:
Mens Sana Siena: 2009-2010